# سید مهدی سیدی فرخد
سید مهدی سیدی فرخد (متولد  ۱۳۳۲ در روستای فرخد ولایت توس)، پژوهشگر آزاد در رشته‌های تاریخ، جغرافیای تاریخی، فرهنگ و ادبیات کلاسیک ایران، توس و شهر مشهد است که به‌خاطر تألیفات در زمینهٔ شاهنامه، تاریخ بیهقی، معرفی تاریخ و جغرافیای تاریخی و فرهنگ خراسان بزرگ و همچنین مطالعات در فرهنگ و هویت ایران، خراسان و توس مقالات و تألیفاتی دارد.

## تألیفات در حوزه فردوسی و شاهنامه
- سراینده کاخ نظم بلند، پنج‌گفتار در زمانه و زندگانی فردوسی، چاپ اول سال ۱۳۷۱، مشهد.
- پنج‌گفتار …(همان کتاب پیشین با تجدید نظر)، تهران، ۱۳۹۸.
- فرهنگ جغرافیای تاریخی شاهنامه، تهران، ۱۳۹۹.
- راهنمای توس و سخنی دربارهٔ فردوسی و شاهنامه، با همکاری آقایان یاحقی و لباف، مشهد، ۱۳۷۳.
- حماسه‌سرای شهر من (زندگانی فردوسی)، مشهد، حدود سال ۱۳۸۵

## تألیفات مربوط به تاریخ بیهقی
- دیبای خسروانی، گزیده و شرح تاریخ بیهقی، بر اساس تصحیح دکتر فیاض، اولین چاپ، سال۱۳۷۳، تهران. (با همکاری محمدجعفر یاحقی)
- تاریخ بیهقی، با توضیحات تصحیح و تعلیقات مفصل، در دو جلد. (با همکاری محمدجعفر یاحقی)
- دیبای دیداری، همان کتاب بدون توضیحات تصحیح، و با توضیحات مختصر، در یک جلد. (با همکاری محمدجعفر یاحقی)
- دیبای زربفت، گزیده و شرح تاریخ بیهقی. (با همکاری محمدجعفر یاحقی)

کلاسهای بیهقی خوانی طی سال‌های ۱۳۹۷ تا کنون

## تألیفات در حوزه معرفی تاریخ و جغرافیای تاریخی و فرهنگ خراسان بزرگ
- نیمی ز ترکستان نیمی ز فرغانه، سال ۱۳۷۱، مشهد.
- از جیحون تا وخش (گزارش سفر ماوراءالنهر، در سال ۱۳۷۴)، با همکاری دکتر یاحقی، سال۱۳۷۸، مشهد.
- فرهنگ جغرافیای تاریخی ترکمنستان، ۱۳۸۵، تهران (الهدی).
- جغرافیای تاریخ مرو، ۱۳۸۶، تهران (بنیاد موقوفات افشار).
- جغرافیای تاریخی خوارزم، ۱۳۸۸، تهران (بنیاد موقوفات افشار).[۳]

## تألیفات دربارهٔ فرهنگ و هویت ایران، خراسان، توس
- چراغ برات خراسان، فرودگان باستان، مشهد، ۱۳۷۲.
- مسجد و موقوفات گوهرشاد، تهران - قم، ۱۳۸۶ (پژوهش گروهی با میدانداری سید مهدی سیدی فرخد)
- شجره طیبه (در انساب سادات رضوی، تألیف مدرس رضوی، ویرایش و توضیحات سید مهدی سیدی فرخد)، ۱۳۸۴.
- زورآباد جام (پژوهش گروهی با مدیریت سید مهدی سیدی فرخد)، ۱۳۷۳، مشهد.
- مشرق کم‌فروغ (پژوهش گروهی با مدیریت و میدانداری سید مهدی سیدی فرخد)، ۱۳۸۳، مشهد.
- نام‌آوران طوس (با همکاری دکتر یاحقی به نمایندگی از طرف دانشگاه فردوسی)، ۱۳۹۲، مشهد.
- مشهد، نگاهی به تاریخ، فرهنگ و مفاخر (به مناسبت سال جهانی انتخاب مشهد به عنوان پایتخت فرهنگی جهان اسلام)، با مدیریت و میدانداری سید مهدی سیدی فرخد، ۱۳۹۵، مشهد.
- تاریخ شهر مشهد، از آغاز تا مشروطه، تهران، ۱۳۷۸.
- سیمای تاریخی - فرهنگی شهر مشهد، تهران، ۱۳۸۲.
- نفوس ارض اقدس یا مردم مشهد قدیم (تحریر زین‌العابدین میرزای قاجار، در سال ۱۲۹۵ ق، تصحیح و شرح سید مهدی سیدی فرخد)، مشهد، ۱۳۸۲.
- مشهد در آغاز قرن چهارده خورشیدی، مشهور به گزارش مکتب شاهپور (گزارشی جمعی از مشهد در زمان رضاشاه پهلوی، سال ۱۳۱۳ خورشیدی، تصحیح و شرح و روزآمد توسط سید مهدی سیدی فرخد)، مشهد، ۱۳۸۶.
- گزیدهٔ تاریخ و جغرافیای شهر مشهد، مشهد، ۱۳۸۷.
- گنبد خشتی (مقبره امیر… غیاث‌الدین محمد بن… موسی بن جعفر)، مشهد، ۱۳۸۰.
- جغرافیای تاریخی شهر مشهد (به اضافه روستاهای مستحیل در آن)، مشهد، ۱۳۹۲.

## کتاب‌های مشارکتی
- کتاب پاژ ۱۳و۱۴، با همکاری محمدجعفر یاحقی و لباف، مشهد، ۱۳۷۳.
- راهنمای توس و سخنی دربارهٔ فردوسی و شاهنامه (مختصر همان کتاب پاژ)، با همکاری محمدجعفر یاحقی و لباف، مشهد، ۱۳۷۳.
- بیست وقفنامه از خراسان، بنیاد پژوهشهای اسلامی آستان قدس، ۱۳۸۸.
- پاژ زادگاه فردوسی، مشهد، ۱۳۷۴، نویسندگان: یاحقی، سیدی، بوذرجمهری[۴]